# Šalatiwara
Šalatiwara war eine hethitische Stadt.

## Geschichte
Šalatiwara erscheint als Šalatuar häufig in altassyrischen Urkunden aus dem kārum-zeitlichen Kaniš und war ein Handelsplatz, der von Waḫšušana erreicht werden konnte, wobei eine Brücke überquert werden musste. Nach Barjamovic dürfte diese südlich von Gordion über den Fluss Sakarya geführt haben, womit der Ort westlich des Flusses gesucht werden sollte. Die türkische Hethitologin Özlem Sir Gavaz verortet dagegen den Ort am Siedlungshügel Büklükale an einem Übergang über den Kızılırmak. Nachdem Anitta König von Kaniš geworden war, zog er gegen den König von Šalatiwara und besiegte diesen.  In späterer Zeit scheint der Ort völlig unbedeutend gewesen zu sein. Eine hethitische Tafel nennt Kaufleute von Kaniš, Šalatiwara und Tawiniya, was als eine Erinnerung an die kārum-Zeit gedeutet werden kann.